# Hilde Hofherr
Hilde Hofherr (Lermoos, 20 aprile 1930) è un'ex sciatrice alpina e dirigente sportiva austriaca.

## Biografia

### Carriera sciistica

#### Stagioni 1953-1957
Sciatrice polivalente, Hilde Hofherr debuttò in campo internazionale in occasione delle Silberkugel-Rennen 1953 (Seefeld in Tirol, 7-8 marzo), dove si classificò 15ª nello slalom gigante e 9ª nello slalom speciale; l'anno dopo nello stessa competizione (Seefeld in Tirol, 18-19 marzo 1954) si piazzò 3ª nello slalom speciale e vinse lo slalom speciale e la combinata del Concurso internacional de esquí (Núria, 26-29 marzo), dove fu anche 2ª nello slalom gigante. Nel 1955 vinse la discesa libera e la combinata del trofeo Arlberg-Kandahar (Mürren, 11-13 marzo) e lo slalom gigante del Czech-Marusarzówna-Memorial (Zakopane, 20-22 marzo); l'anno dopo ai VII Giochi olimpici invernali di Cortina d'Ampezzo 1956 (26 gennaio-5 febbraio), suo esordio olimpico e iridato, si classificò 4ª nella discesa libera e 24ª nello slalom speciale e nella stessa stagione si piazzò 2ª nel Gornergrat Derby (Zermatt, 18 marzo) e 3ª nella classifica generale delle Drei-Gipfel-Rennen (Arosa, 23-25 marzo).
Nel 1957 alle SDS-Rennen (Grindelwald, 9-11 gennaio) fu 2ª nello slalom gigante, al trofeo dell'Hahnenkamm (Kitzbühel, 19-20 gennaio) si classificò 2ª nella discesa libera, nella slalom speciale in notturna di Bad Wiessee (30 gennaio) si piazzò 3ª, all'Arlberg-Kandahar (Chamonix, 8-10 marzo) fu 3ª nella discesa libera e al Grand Prix du Printemps (Méribel/Courchevel, 28-31 marzo) si classificò 3ª nello slalom gigante e nello slalom speciale di Méribel e vinse lo slalom speciale di Courchevel.

#### Stagioni 1958-1960
L'anno dopo vinse la combinata delle SDS-Rennen (Grindelwald, 8-11 gennaio 1958), piazzandosi 2ª nella discesa libera e nel secondo slalom gigante e all'Hahnenkamm di Kitzbühel (17-19 gennaio) vinse la discesa libera sulla Streif e fu 2ª nello slalom gigante e nella combinata; ai successivi Mondiali di Badgastein 1958 si classificò 39ª nella discesa libera, 6ª nello slalom speciale e non completò lo slalom gigante e sul finire della stagione vinse la combinata del Grand Prix du Printemps (Val-d'Isère/Tignes, 26-28 marzo), piazzandosi 2ª nello slalom gigante di Val-d'Isère, 3ª nello slalom gigante di Tignes e 3ª nello slalom speciale, lo slalom speciale della Coppa Foemina (Abetone, 5-6 aprile), dove fu anche 3ª nella discesa libera e 2ª nella combinata e lo slalom gigante di Sölden del 25 aprile, classificandosi anche 3ª nella classifica combinata con quello di Gurgl del 27 aprile.
Nel 1959 si piazzò 3ª nella discesa libera e 2ª nella combinata delle SDS-Rennen (Grindelwald, 7-9 gennaio), 3ª nella combinata di Cortina d'Ampezzo (14-15 febbraio), vinse la discesa libera di Rottach-Egern (Wallberg, 7 marzo), lo slalom speciale del Grand Prix du Savoie (Méribel/Courchevel, 8-10 aprile) e lo slalom gigante dell'Otto Linher Memorial (Zürs, 19 aprile) e chiuse la stagione classificandosi 2ª nello slalom gigante di Hochsölden (24 aprile), piazzandosi anche 3ª nella classifica combinata con quello di Obergurgl del 26 aprile. Agli VIII Giochi olimpici invernali di Squaw Valley 1960 (19-27 febbraio), sua ultima presenza olimpica e iridata, si classificò 9ª nello slalom gigante e 5ª nello slalom speciale; si ritirò al termine di quella stessa stagione 1959-1960 e la sua ultima gara internazionale fu lo slalom gigante dell'Otto Linher Memorial, disputato a Zürs il 10 aprile e chiuso dalla Hofherr al 4º posto.

### Altre attività
Dopo il ritiro Hilde Hofherr ha lavorato presso alcune aziende produttrici di attrezzature sportive invernali e in seguitò è entrata nei quadri della Federazione internazionale sci, nei ruoli di delegato tecnico e di membro della giuria ai Giochi olimpici di Lake Placid 1980 e Sarajevo 1984.

## Palmarès

### Classiche
Arlberg-Kandahar
- 2 vittorie (discesa libera, combinata a Mürren 1955)

Concurso internacional de esquí
- 2 vittorie (slalom speciale, combinata a Núria 1954)

Coppa Foemina
- 1 vittoria (slalom speciale ad Abetone 1958)

Czech-Marusarzówna-Memorial
- 1 vittoria (slalom gigante a Zakopane 1955)

Grand Prix du Printemps
- 2 vittorie (slalom speciale/2 a Méribel/Courchevel 1957; combinata a Val-d'Isère/Tignes 1958)

Grand Prix du Savoie
- 1 vittoria (slalom speciale a Méribel/Courchevel 1959)

Hahnenkamm
- 1 vittoria (discesa libera a Kitzbühel 1958)

Otto Linher Memorial
- 1 vittoria (slalom gigante a Zürs 1959)

SDS-Rennen
- 1 vittoria (combinata a Grindelwald 1958)

### Campionati austriaci
- 13 medaglie[senza fonte]:
  - 3 ori (discesa libera, slalom gigante nel 1957; slalom gigante nel 1960)[26]
  - 7 argenti (discesa libera, slalom gigante nel 1956; slalom gigante, slalom speciale, combinata nel 1958; slalom gigante nel 1959; combinata nel 1960)[senza fonte]
  - 3 bronzi (discesa libera nel 1958; discesa libera nel 1959; slalom speciale nel 1960)[senza fonte]